# Groß-Gerau (distrito)
Groß-Gerau é um distrito da Alemanha, na região administrativa de Darmstadt, estado de Hessen.

## Cidades e Municípios

Cidades e Municípios no Kreis Groß-Gerau

| Cidades | Municípios                                                                                       |
| --- | ------------------------------------------------------------------------------------------------ |
| 1. Gernsheim 2. Ginsheim-Gustavsburg 3. Groß-Gerau 4. Kelsterbach 5. Mörfelden-Walldorf 6. Raunheim 7. Riedstadt 8. Rüsselsheim | 1. Biebesheim am Rhein 2. Bischofsheim 3. Büttelborn 4. Nauheim 5. Stockstadt am Rhein 6. Trebur |